# Samsung Galaxy J7
El Samsung Galaxy J7 es un teléfono inteligente desarrollado por la compañía sur coreana Samsung Electronics. Usa el sistema operativo Android. Fue presentado el 23 de julio de 2015. Se trata del teléfono de mayor tamaño de la gama J y su diseño se basa en parte en dispositivos anteriores de Samsung, como el Samsung Galaxy Note y Samsung Galaxy S5. Existen varias versiones, entre ellas el Samsung Galaxy J7 (2016), Samsung Galaxy J7 Prime, Samsung Galaxy J7 2017, Samsung Galaxy J7 Pro, Samsung Galaxy J7 Neo y Samsung Galaxy J7 Prime 2.

## Especificaciones
SoC
Modelo de Qualcomm: Snapdragon 615
Modelo SM-J700F / H: Exynos 7580
Corea del Sur KT (SM-J700K): Snapdragon 410
Modelo CDMA de EE. UU. (SM-J700P): Snapdragon 415
CPU
Modelo de Qualcomm: (ARM Big Little) ARM Cortex-A53 1.7 GHz + ARM Cortex-A53 1.1 GHz
Modelo SM-J700F / H: Octa-core 1.5 GHz Samsung Exynos 7580
Corea del Sur KT (SM-J700K): ARM Cortex-A53 MP4 1.2 GHz
Modelo CDMA de EE. UU. (SM-J700P): ARM-Cortex A53 MP8 1.4 GHz
GPU
Modelo Qualcomm: Adreno 405
SM-J700F / H: Mali-T720MP2
Corea del Sur KT (SM-J700K): Adreno 306
Modelo CDMA USA (SM-J700P): Adreno 405

### Hardware
y J5 y además trabaja con un coprocesador de movimiento llamado M7. Por otro lado, posee una pantalla táctil Super AMOLED capacitiva de 5,5" (101,6 mm), cámara trasera de 13 megapíxeles, f/1.9, 28mm, autofoco y cámara frontal de 5 megapíxeles, f/2.2, 23mm, LED flash, 1,5 GB de memoria RAM y el teléfono tiene versiones de 8GB o 16GB de almacenamiento interno que se pueden ampliar con una tarjeta MicroSD de hasta 128GB. Las cámaras del Samsung Galaxy J7 son una cámara principal de 13 megapíxeles y una cámara frontal de 5 megapíxeles con flash LED. 
Samsung también usó la pantalla táctil capacitiva Super AMOLED con pantalla de alta definición para este teléfono.

## Lanzamiento
El 23 de julio de 2015, Samsung realizó un evento en Nueva York en un yate privado donde se presentó este terminal, que constituyó el lanzamiento oficial del Samsung Galaxy J5. A mayo de 2016, están disponibles los colores: negro, blanco y dorado.

## Variantes
El J7, como el J5, tienen múltiples variantes que suelen cambiar algunos aspectos estéticos, algunos de hardware y se nombran algunos:
J7 2016: El J7 2016 (Estilizado J7 16) es una variante actualizada del original que salió en 2015 que en sus novedades encontramos Android 6.0.1 que en el J7 2015 salió con 4.4 y el procesador Snapdragon 615 junto con 2 GB de RAM. El resto de las especificaciones se queda igual como la pantalla, cámaras y chasis.
J7 2017: Es una variante actualizada del J7 2016, contando un cuerpo diferente, construido en metal, el J7 2017 cuenta con 3 GB de RAM (también el J7 Prime), 16 o 32 GB de almacenamiento y ambas cámaras de 13 megapíxeles. Este tiene una batería más grande de 3,600 mAh.
J7 2018: Está es una variante recortada en cuestión de actualizaciones, retirando el lector de huellas, una pantalla HD y un cuerpo similar al J7 2015, su única mejora es el software que, con el J7 Neo, este llegó a Android 9.0 con One Ui 1.0.
J7 Metal: Se trata de una variante con un chasis completamente metálico, pero es lo mismo que el J7 2016.
J7 Pro: Se trata de una variante mejorada en varios aspectos como estéticos como de hardware. Nos encontramos una pantalla FullHD de 5.5 Pulgadas sAMOLED con botones retroiluminados, con un lector de huellas en el botón de inicio. (No cuenta con flash frontal)
La parte trasera tiene un cambio estético con una franja entre la cámara, flash y altavoz. En el procesador es el Exynos 7870. 16 hasta 64 GB de memoria y las cámaras son de 13MP.
J7 Prime: se trata de una variante actualizada del J7 2016, como trayendo el lector de huellas en el botón y un chasis de aluminio, el altavoz se encuentra en la esquina superior derecha. Sin embargo, está variante tiene una pantalla TFT IPS, pero aumenta su resolución a FullHD. Está variante tiene 32 GB de memoria como base.
J7 Prime 2: Se trata de una versión distinta al J7 Prime, los botones son como los de Samsung Experience 8.5 y son botones con las formas del Galaxy J4, en mejoras no hay nada. 
J7 Neo: se trata de una versión idéntica del J7 2016 y el J7 2015, conservando todo, absolutamente todo como cámaras, pantalla y chasis, excepto el software, que este salió con Android 7.0 y puede ser actualizado hasta Android 10 con One Ui 2.0.
Galaxy J7 Max: Es la variante más poderosa de todos los nombrados, contando con una pantalla de 5.7 Pulgadas TFT IPS FullHD, cuenta con un procesador Mediatek Helio P20, 64 GB de memoria y un rediseño en la parte frontal. En el resto de especificaciones es igual al J7 2017.
J7 V: es una variante extra dedicada para Verizon. Es un J7 Prime.